# Tylos
Tylos (en griego antiguo: Τύλος) era el nombre utilizado por los griegos para referirse a Baréin, entonces un centro del comercio de perlas, cuándo Nearco lo descubrió al servicio de Alejandro Magno.
Durante los siglos VI a III a. C. la zona fue parte del Imperio persa aqueménida, una dinastía iraní. El almirante griego Nearco se considera el primer griego en visitar la isla, encontrando una tierra verde que era parte de una amplia red comercial. Escribió: "En la isla de Tylos, situada en el Golfo persa, hay grandes plantaciones de árbol de algodón, del que se fabrica la ropa llamada sindones, con muchas variedades en precio, algunas costosas, otras menos caras. El uso de estas no se limita a la India, sino que se extiende a Arabia." El historiador griego, Theofrasto, afirma que muchos islas estaban cubiertas por estos árboles de algodón y que Tylos era famoso por bastones granados que era costumbre usar para peregrinar a Babilonia. Ares era también adorado por indígenas y griegos.
Esta por confirmar si Baréin fue parte del Imperio seléucida. El sitio arqueológico de Qalat Al Baréin ha sido propuesto como una base seleúcida en el Golfo pérsico y Alejandro había planeado colonizar las orillas orientales del Golfo persa con colones griegos pero no está claro en qué escala se practicó dicho plan. Aun así, Tylos fue parte del mundo helenístico: la lengua de las clases dirigentes fue el griego (a pesar de que el arameo era de uso diario), y Zeus fue adorado en sincretismo con el dios solar Shams. Tylos incluso cobijó competiciones atléticas griegas.
El nombre Tylos se cree que proviene de una helenización del nombre semita Tilmun (Dilmun). El término Tylos fue normalmente usado para las islas por lo menos hasta la Geographia de Tolomeo, que se refería a sus habitantes como 'Thilouanoi'. Algunos topónimos en Baréin remiten a la época de Tylos como el suburbio residencial de Arad en Muharraq, que se cree que deriva de "Arados", el nombre griego de la isla de Muharraq.
El historiador griego Estrabón creía que los fenicios eran originarios de Baréin. Heródoto también consideró que la patria fenicia se encontraba en Baréin. Esta teoría fue aceptada por el clasicista alemán del siglo XIX Arnold Heeren que afirmó: "En los geógrafos griegos, por ejemplo, leemos dos islas, llamadas Tyrus o Tylos, y Arad, Baréin, el que se presume que eran la patria de los fenicios y exhibían reliquias de templos fenicios." Las personas del Tiro, en particular, defendieron durante mucho tiempo haber provenido del golfo Pérsico, y la semejanza entre las palabras "Tylos" y "Tiros" ha sido mencionada como argumento. Aun así, hay poca evidencia de habitación en Baréin durante el tiempo en el que dicha migración presuntamente habría tenido lugar.
La crónica de Heródoto (escrita en c. 440 a. C.) dice: (Historias, I:1). 

Según los persas mejor informados de la historia, los fenicios comenzaron la disputa. Esta gente, que habían previamente morado en las costas del mar eritreo (la costa oriental de la península de Arabia), habían migrado al Mediterráneo y se habían asentado en las partes que hoy habitan y empezaron, de una vez, a aventurarse en largos viajes mercantes con sus navíos cargados con productos de Egipto y Asiria...
Herodoto

Con la decadencia del poder seleúcida, Tylos fue incorporado a Characene o Mesenia, el estado fundado en el actual Kuwait por Espaosines en 127 a. C. Una inscripción en un edificio encontrado en Baréin indica que Espaosines ocupó las islas, (y también menciona a su mujer, Thalassia). Del tercer siglo a. C. hasta la llegada de Islam en el séptimo d. C. de siglo, Baréin fue controlado por dos otras dinastías iraníes; los partos y los sasánidas.
Para aproximadamente 250 a. C., los seleúcidas perdieron sus territorios ante los partos, una tribu iraní de Asia Central. La dinastía parta puso el golfo Pérsico bajo su control y extendió su influencia hasta el actual Omán, buscando controlar la ruta comercial del Golfo persa. Así, los partos establecieron guarniciones en la costa del sur del Golfo persa.

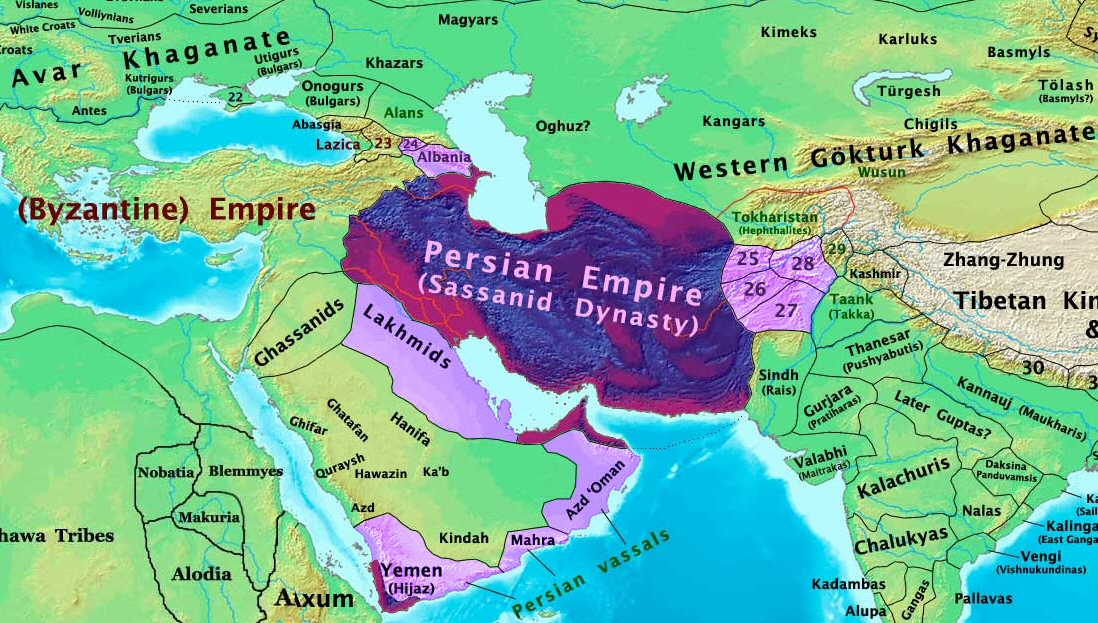
Asia en 600 d. C., mostrando el imperio sasánida antes de la conquista árabe.

En el siglo III d. C., los sasánidas sucedieron a los partos, manteniendo el control del área hasta el nacimiento del Islam cuatro siglos más tarde. Ardacher, el primer gobernante sasánida llegó a Omán y Baréin y derrotó a Sanatruq (o Satiran), probablemente el gobernador parto de Baréin. Nombró a su hijo Sapor I gobernador de Baréin, que construyó una ciudad nueva llamada Batan Ardashir en honor a su padre. Baréin fue así incorporada como provincia sasánida cubriendo la orilla del sur del Golfo persa más el archipiélago de Baréin. Esta provincia fue subdivida en tres distritos: Haggar (ahora al-Hafuf, Arabia Saudí), Batan Ardashir (ahora al-Qatif, Arabia Saudí) y Mishmahig (Baréin) (en persa Medio/Pahlavi significa "peces ewe"). Mishmahiq incluía el archipiélago de Baréin, llamado Awal y conocido luego en la época islámica, como Baréin. El nombre 'ewe' parece sugerir que el nombre /Tulos/ esté relacionado con el hebreo /ṭāleh/ 'cordero' (Strong's 2924).
Para el siglo V Baréin fue un centro del cristianismo nestoriano, con Samahij como sede episcopal. En 410, según las crónicas sinodiales de la iglesia oriental siríaca, un obispo llamado Batai fue excomulgado por la iglesia en Baréin. También fue el lugar de adoración de una deidad llamada Awal. Sus adoradores supuestamente construyeron una gran estatua a Awal en Muharraq, ahora perdida, que hizo que las islas de Baréin fueran llamadas Awal.